# سيليستينو كاباليرو
سيليستينو كاباليرو (بالإسبانية: Celestino Caballero)‏ مواليد 21 يونيو 1976 في بنما، هو ملاكم بنمي اعتنق الإسلام وهو يصنف ضمن فئة وزن الريشة. حقق بطولة رابطة الملاكمة العالمية وبطولة الاتحاد الدولي للملاكمة.

## إحصائيات
خاض خلال مسيرته 42 نزالا، فاز في 37 وخسر في 5. فاز بالضربة القاضية في 24 نزالا.

## وصلات خارجية
- سيليستينو كاباليرو على موقع بوكس ريك (الإنجليزية) (registration required)

- الموقع الرسمي